# Luís Romano de Madeira Melo
Luís Romano de Madeira Melo, zelenortski pesnik in pisatelj, * 10. junij 1922, Santo Antão, Zelenortski otoki, † 22. januar 2010, Brazilija.

## Dela
- Ilha Contos lusoverdianos de temática Europáfrica & Brasilamérica (1991)
- Famintos (romance de um povo) (1983)
- Contravento (Antologia Bilíngue de Poesia Caboverdiana) (1982)
- Negrume (Lizimparim) (1973)
- Cabo Verde: renascenca de uma civilizacao no atlantico medi (1967)